# Svensktoppsrulle
Svensktoppsrulle er et kassettebånd af den svenske musiker og komponist Errol Norstedt som var inkluderet i kassetteboksen Legal Bootleg fra 1985. I kassetteboksen var der oplysninger om hvor og hvornår sangene blev optaget, og med hvilken type indspilningsudstyr han brugte.
Kassettets tema er Svensktoppenmusik.
Alle sange på kassetten blev indspillet i 1979 i Åstorp.
"Jag Har Väntat På Dig" er en svensk version af "I've Been Waiting For You" fra Fortsättning Följer.
"Öppna Dörr'n" er en svensk version af "Let Me In" fra Dubbelidioterna fra 1983.
"Hallå Mari" er en ny optagelse på den version fra Första Försöken.

## Spor
Side A
1. "Adjö, Farväl" - 02:53
2. "Arrivederci Napoli" - 02:54
3. "Borde Kallas Lycka" - 02:33
4. "Drömmar" - 02:43
5. "På Tredje Sidan" - 02:36
6. "Dalens Ros" - 02:57
7. "Lilla Ängel" - 03:11

Side B
1. "Jag Har Väntat På Dig" - 02:37
2. "Ge Mig Ett Löfte" - 03:06
3. "Hallå Mari" - 02:16
4. "Säg Ingenting Till Susanna" - 02:42
5. "Varför Har Du Aldrig...." - 02:35
6. "Öppna Dörr'n" - 02:31
7. "Så Har Det Hänt Igen" - 03:57

### Sangtitler på dansk
- Adjö, Farväl - Farvel, Farvel.
- Borde Kallas Lycka - Bør Kaldes Lykke.
- Drömmar - Drømme.
- På Tredje Sidan - På Den Tredje Side.
- Dalens Ros - Dalens Rose.
- Lilla Ängel - Lille Engel.
- Jag Har Väntat På Dig - Jeg Har Ventet På Dig.
- Ge Mig Ett Löfte - Giv Mig Et Løfte.
- Hallå Mari - Hej Mari.
- Säg Inget Till Susanna - Sig Ikke Noget Til Susanna.
- Varför Har Du Aldrig.... - Hvorfor Har Du Aldrig....
- Öppna Dörr'n - Åbn Døren.
- Så Har Det Då Hänt Igen - Så Skete Det Igen.